# Peremojne, Novoaidar
Peremojne (în ucraineană Переможне) este un sat în comuna Ștormove din raionul Novoaidar, regiunea Luhansk, Ucraina.

## Demografie
Componența lingvistică a localității Peremojne
     Ucraineană (90,72%)
     Rusă (8,68%)
     Alte limbi (0,6%)
Conform recensământului din 2001, majoritatea populației localității Peremojne era vorbitoare de ucraineană (90,72%), existând în minoritate și vorbitori de rusă (8,68%).